# Dhurgham Ismail
Dhurgham Ismail est un footballeur international irakien, né le 23 mai 1994 à Bagdad. Il évolue au poste d'arrière gauche au sein du club d'Al-Khaldiya SC.

## Palmarès

### En club
Avec Al Shorta Bagdad :
- Championnat d'Irak de football
  - Champion : 2013 et 2014

### Distinctions personnelles
- Figure dans l'équipe type de la Coupe d'Asie 2015.